# Calzolaio (cocktail)
Il calzolaio (carzolà o cazolà in dialetto maceratese) è un cocktail marchigiano non riconosciuto ufficialmente dall'IBA.

## Storia
Il calzolaio è un cocktail nato, secondo le storie locali, tra l'unione del mistrà (oggi si utilizza maggiormente il Varnelli, un mistrà prodotto dall'omonima azienda) e il Caffè Borghetti, un liquore a base di caffè originario della provincia di Ancona, durante il periodo della prima guerra mondiale. Questo cocktail nasce all'interno delle botteghe dei calzolai marchigiani, presumibilmente per riscaldare i clienti che entravano nel locale, anche se potrebbe essere nato per la mancanza di un caffè corretto durante il lavoro. Un'altra storia sulla sua nascita racconta che durante il ventennio fascista il caffè distribuito dal regime era considerato come scadente, quindi ha portato i cittadini a correggerlo con un liquore.

La massima fama del cocktail venne raggiunta solo tra gli anni 1960 e 1970 nelle provincie di Macerata e Fermo (allora Ascoli Piceno), diffondendosi notevolmente nei bar, per poi decadere drasticamente nel consumo. L'attuale diffusione del cocktail è molto ristretta e si concentra principalmente nella zona del maceratese, anche se si può trovare in qualche bar in giro per l'Italia. Il giornalista e gastronomico Paolo Massobrio ne "Il Golosario", riguardo al Calzolaio dice:
(Paolo Mossobrio, Il Golosario)

## Composizione e varianti
La composizione del Calzolaio è completamente soggettiva, poiché non esiste un regolamento ufficiale. In generale, il cocktail sul bicchierino deve essere composto da 1 cl di Varnelli e 3 cl di Caffè Borghetti, anche se la ricetta iniziale dovrebbe essere composta da 2/3 di Caffè Borghetti e 1/3 di Varnelli, indipendentemente dalla quantità utilizzata. Come varianti, al posto del Varnelli, si può utilizzare un altro mistrà, la sambuca o l'anisetta (tra cui l'anisetta Meletti) mentre al posto del Caffè Borgetti si può utilizzare un altro liquore al caffè o il Fernet Branca. Il cocktail può essere sia liscio che bevuto con giaccio o accompagnato da un cucchiaio di panna.